# Златан Аломеровић
Златан Аломеровић (Пријепоље, 15. јун 1991) је српски фудбалер који тренутно наступа за АЕК из Ларнакаа. Игра на позицији голмана.

## Успеси
Лехија Гдањск
- Куп Пољске  (1) : 2018/19,[6] (финале: 2019/20)[7]

 Јагелонија Бјалисток
- Екстракласа (1) : 2023/24.